# فيروز أباد (بربرود الغربي)
فیروز أباد (بالفارسية: فیروزآباد) هي قرية تقع في إيران في قسم بربرود الغربي الریفي.